# Århus centralstation
Århus centralstation  (danska: Aarhus Hovedbanegård; även Aarhus H) är centralstationen i staden Århus på Jylland, Danmarks näst största stad. Den är en av de viktigaste knutpunkterna i regionen, och är med 8,3 miljoner passagerare/år den största järnvägsstationen utanför huvudstadsområdet. Stationen, som öppnades 1927, ersatte den gamla stationen från 1862 som låg några hundra meter längre mot norr.

## Historik

### Första järnvägsstationen
Den första järnvägsstationen i Århus byggdes 1862, när järnvägen från Århus till Randers, den första järnvägslinjen på Nørrejylland, byggdes. Järnvägslinjen byggdes av det brittiska byggkonsortiet Peto, Brassey and Betts, och stationen öppnades den 2 september 1862 tillsammans med järnvägslinjen.

### Andra järnvägsstationen
Redan 1884 uppfördes en ny och större stationsbyggnad som hade samma läge som järnvägsstationsbyggnaden har idag. Den andra järnvägsstationen byggdes i nyrenässansstil av kapten Thomas Arboe och överste W.A. Thulstrup och möjligen inspirerad av Bonns centralstation, som byggdes 1883-84.